# Ion Popescu (Handballspieler)
Ion Popescu (* November 1941) ist ein ehemaliger rumänischer Handballspieler und -trainer, der als Spieler zweimal Weltmeister wurde und als Trainer fast an der Olympiade 1976 teilnahm.

## Leben
Ion Popescu spielte in Rumänien bei Teleajen Ploiești und Steaua Bukarest, mit dem er 1968 den Europapokal der Landesmeister gewann. Mit der Rumänischen Nationalmannschaft, für die er 87 Länderspiele bestritt, nahm der Linksaußen an drei Weltmeisterschaften teil. 1964 und 1970 wurde er Weltmeister und gewann 1967 die Bronzemedaille.
Nach dem Ende seiner Spielerkarriere 1974 ging Popescu nach Tunesien, wo er zunächst die Frauen-Nationalmannschaft und später die Männer-Nationalmannschaft trainierte, mit der er sich für die Olympischen Sommerspiele 1976 in Montreal qualifizierte. Zu einer Olympiateilnahme kam es aber nicht, weil sich Tunesien nach Beginn der Spiele dem Boykott der afrikanischen Staaten anschloss.
Popescu kehrte daraufhin nicht nach Tunesien zurück, sondern ging in die Bundesrepublik Deutschland, wo er in der Saison 1978/79 die Oberliga-Mannschaft des HTV Meißenheim sowie 1982/83 den Bundesligisten TuS Hofweier trainierte. Ab 1985 arbeitete er in Neuss als Tennislehrer und von 2007 bis 2011 als Sportlehrer am Marie-Curie-Gymnasium Neuss sowie an der Realschule im Grevenbroicher Stadtteil Südstadt.